# یواس‌سی‌جی‌سی ساسافراس (دبلیوال‌بی-۴۱)
یواس‌سی‌جی‌سی ساسافراس (دبلیوال‌بی-۴۱) (به انگلیسی: USCGC Sassafras (WLB-401)) یک کشتی بود که طول آن ۱۸۰ فوت (۵۵ متر) بود. این کشتی در سال ۱۹۴۳ ساخته شد.